# Манго, Джузеппе
Джузе́ппе Ма́нго (итал. Giuseppe Mango; 6 ноября 1954, Лагонегро, Италия — 7 декабря 2014, Поликоро, Италия) — итальянский музыкант, поэт и композитор, также известный под именем «Манго» (итал. Mango). Получил общеевропейскую известность после выхода в 1987 году песни «Bella d'estate», ставшей хитом.

## Биография
Джузеппе родился 6 ноября 1954 года в городе Лагонегро, расположенном на юге Италии. Петь он начал достаточно рано, а в семь лет уже выступал с различными местными группами. Манго был поклонником разных музыкальных жанров (от блюза до хард-рока). В юности его фаворитами были Led Zeppelin, Deep Purple, Арета Франклин и Питер Гэбриэл. Джузеппе получил высшее образование в области социологии в университете Салерно и вскоре начал писать тексты для песен.

## Карьера
В 1975 году Джузеппе отправился в Рим, чтобы записать свой первым альбом. В октябре 1976 года под руководством Сильвано Ди Ауриа и при участии лейбла RCA Манго выпустил альбом «Моя горячая подруга» («La mia ragazza è un gran caldo»). Две песни из этого альбома привлекли внимание итальянской певицы Патти Право, которая решила включить их в свой альбом. Название одной из песен было изменено. Песни Манго также привлёкли внимание певицы Мии Мартини, которая добавила часть из них в свой альбом «Che vuoi che sia… se t’ho aspettato tanto».
В 1977 году при участии лейбла «Numero Uno» на виниле были выпущены неизданные ранее песни Манго. В 1979 году вышел альбом «Арлекин», где брат певца, Армандо Манго, выступил как автор и музыкант. В 1982 году на студии Fonit CETRA был выпущен альбом «È pericoloso sporgersi» («Не высовывайся»).
В 1985 году на фестивале Сан-Ремо певец получил премию от критиков за песню «Il viaggio», хотя и не дошёл до финала. В 1987 году Манго без особого успеха представил в Сан-Ремо песню «Dal cuore in poi».

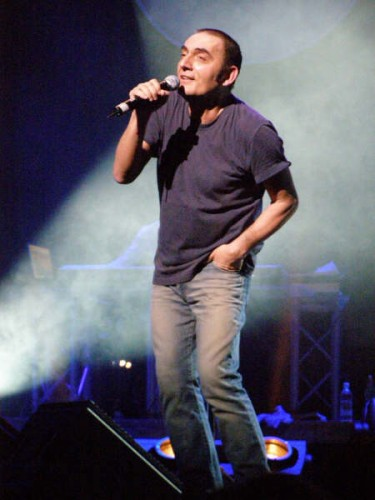
Манго во время концерта в Удине, 2009 год

Однако настоящим шлягером в Европе стала «Bella d’estate», вышедшая как раз во время фестиваля на диске, записанном вместе с Лучо Далла и распроданном тиражом в 350 000 экземпляров.
В 1998 году Манго исполнил в Сан-Ремо песню «Luce». В 2000 году он вновь выступил на фестивале с песней «Fare l’amore», написанной вместе с Мьеттой. В 2007 году Манго вновь принял участие в фестивале Сан-Ремо и занял пятое место с композицией «Chissà se nevica», которую исполнил дуэтом со своей женой Лаурой Валенте.
7 декабря 2014 года во время концерта в Поликоро у певца случился инфаркт. Манго умер прежде, чем был доставлен в больницу.

## Личная жизнь
В 2004 году Манго женился на певице Лауре Валенте (р. 1963), с которой встречался с 1985 года. У супругов родилось двое детей: сын Филиппо (р. 1995) и дочь Анджелина (р. 2001). Оба ребёнка пошли по стопам родителей и связали свою жизнь с музыкой: Филиппо стал барабанщиком, а Анджелина — певицей.
В ночь на 9 декабря 2014 года во время домашней заупокойной службы по Джузеппе умер его старший брат Джованни, 75-летний пенсионер, бывший каменщик.

## Дискография

### Альбомы
- La mia ragazza è un gran caldo (1976)
- Arlecchino (1979)
- È pericoloso sporgersi (1982)
- Australia (1985)
- Odissea (1986)
- Adesso (1987)
- Inseguendo l’aquila (1988)
- Sirtaki (1990)
- Come l’acqua (1992)
- Mango (1994)
- Dove vai (1995)
- Credo (1997)
- Visto così (1999)
- Disincanto (2002)
- Ti porto in Africa (2004)
- Ti amo così (2005)
- L’albero delle fate (2007)
- Acchiappanuvole (2008)
- Gli amori son finestre. Live (2009)
- La terra degli aquiloni (2011)

### Альбомы на испанском языке
- Ahora — Fonit Cetra/BMG Ariola — 1987
- Hierro y Fuego — Fonit Cetra/BMG Ariola — 1988
- Sirtaki — Sanni Records — 1991